# Nikolaj Michajlow (Eishockeyspieler)
Nikolaj Michajlow (bulgarisch Николай Михайлов, engl. Transkription Nikolay Mikhaylov; * 19. Februar 1948) ist ein ehemaliger bulgarischer Eishockeyspieler. 

## Karriere
Nikolaj Michajlow nahm für die bulgarische Nationalmannschaft an den Olympischen Winterspielen 1976 in Innsbruck teil. Mit seinem Team belegte er den zwölften und somit letzten Platz. Er selbst kam im Turnierverlauf in vier Spielen zum Einsatz und erzielte dabei je ein Tor und eine Vorlage.  